# Enrico Nencioni
Enrico Nencioni (Firenze, 1º gennaio 1837 – Ardenza, 25 agosto 1896) è stato un poeta, critico letterario e traduttore italiano.

## Biografia
Nato a Firenze nel 1837, da Angiolo e Carolina Mangani, Nencioni contribuì significativamente alla divulgazione della letteratura inglese nell'Italia post-unitaria, grazie ai suoi saggi critici (pubblicati postumi) e alle sue traduzioni. Fu anche poeta e nei suoi componimenti descrisse i tormenti intimi del dolore umano.
Nel 1856 aderì al gruppo degli Amici pedanti, a cui capo si trovava Giosuè Carducci, di cui fu intimo amico sin dalla giovinezza (con lui aveva frequentato il liceo alle Scuole Pie degli Scolopi a Firenze). Ebbe in seno agli Amici una posizione diversa dagli altri. Mentre essi erano in quegli anni chiusi alle esperienze romantiche italiane e straniere e difendevano strenuamente il classicismo, Nencioni ebbe ammirazione per i classici come per le sperimentazioni tedesche e scandinave.
Infatti, quando nel 1856 Giuseppe Torquato Gargani - altro esponente dei Pedanti assieme a Giuseppe Chiarini e Ottaviano Targioni Tozzetti - scrisse una Diceria a condanna dei versi di gusto pratesco che il poeta livornese Braccio Bracci aveva dato alle stampe con il titolo Fiori e Spine, Nencioni si schierò dalla parte dei detrattori della Diceria, e per dimostrarlo scrisse su Lo Spettatore dei versi intitolati Al Manzoni.
Pubblicò alcuni versi durante la giovinezza, e dopo lo scioglimento degli Amici Pedanti fu per due decenni precettore privato. In questo lungo lasso di tempo non scrisse quasi nulla, ma si nutrì costantemente di importanti letture - con una particolare predilezione per la letteratura inglese - che fecero di lui un uomo di vastissima cultura e che utilizzerà successivamente per i numerosi articoli che vedranno la luce sulle più significative riviste letterarie.
Il 27 ottobre 1880 si sposò a Firenze, e a novembre si stabilì nella capitale, rimanendovi tre anni, in una modesta abitazione di via Goito. Collaborò a importanti riviste quali il Fanfulla della domenica, la Domenica letteraria e Nuova Antologia. Nel 1883 ottenne, grazie all'interessamento di Ferdinando Martini - e per suo tramite del Ministro dell'Istruzione Guido Baccelli - un posto all'Istituto magistrale femminile di Firenze, cui si aggiunse in seguito una cattedra presso l'Istituto della SS. Annunziata. Morì nel 1896 ad Ardenza, allora comune autonomo nei pressi di Livorno (oggi quartiere della città labronica), dopo un anno e mezzo di malattia.
Dopo la morte furono curate due edizioni dei suoi studi di letteratura inglese ed italiana, rispettivamente nel marzo 1897 e nel 1898, in quest'ultimo caso con una prefazione di Gabriele D'Annunzio. Quando nel 1900 gli amici ne inaugurarono la tomba al cimitero di san Felice a Ema, Carducci inviò una missiva carica di commozione in cui esprimeva la più viva ammirazione per l'amico defunto.

## Opere
- Poesie (1880)
- Medaglioni (1885)
- Saggi critici di letteratura inglese (1897)
- Saggi critici di letteratura italiana (1898)
- Nuovi saggi critici (1909)